# Vert anglais

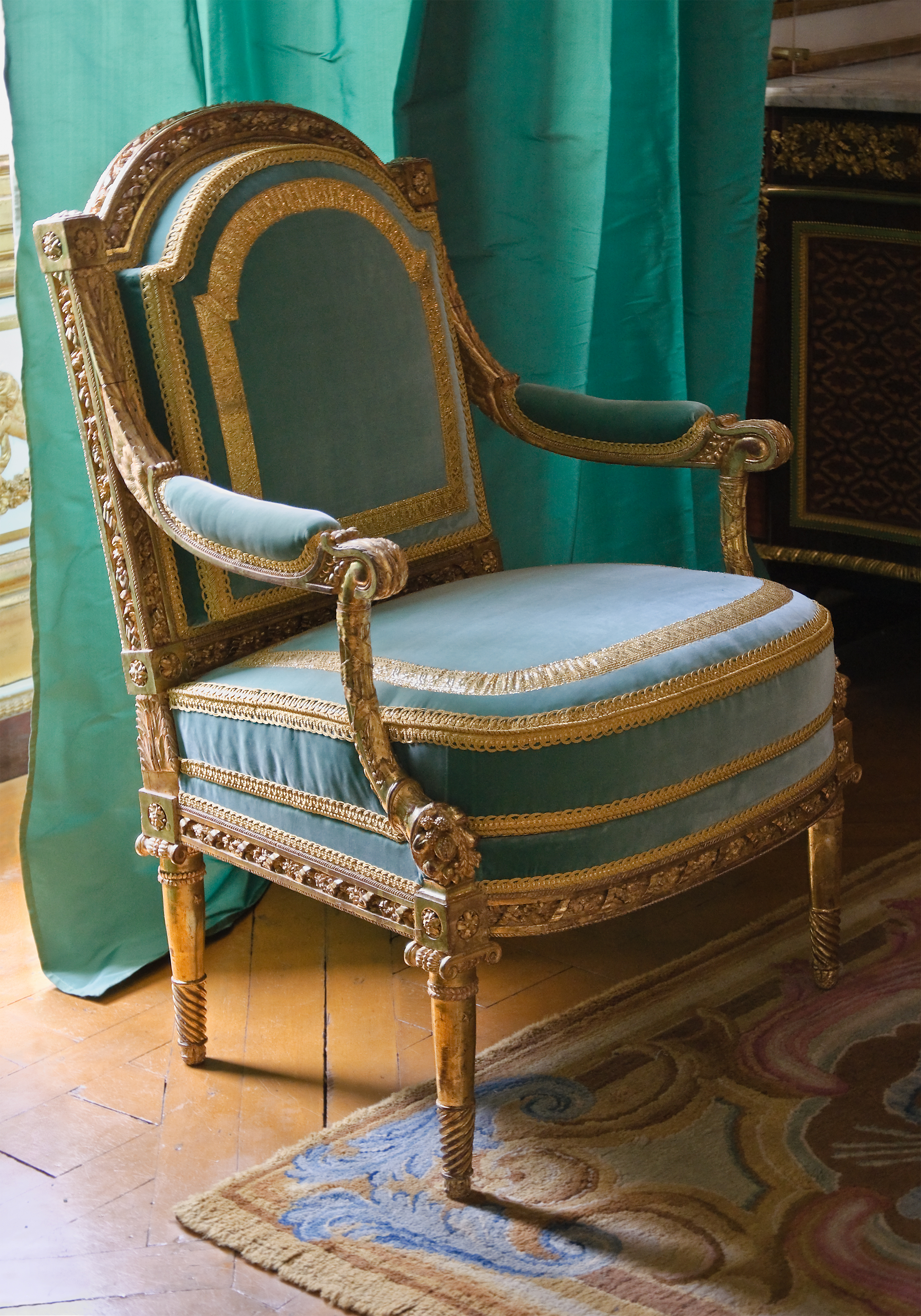
Fauteuil réalisé par Georges Jacob (1739-†1814, Maître en 1765). Ce siège est recouvert de velours de soie vert anglais, galonné d’or.

Le vert anglais est un nom commercial recouvrant plusieurs teintes de vert et plusieurs pigments et préparations.
Actuellement, il semble que le vert anglais évoque, en ce qui concerne les peintures d'automobiles, le British Racing Green des voitures de course d'autrefois ; pour les beaux-arts et la décoration, deux verts assez soutenus, l'un dit clair et tendant vers le jaune, et l'autre dit foncé et tendant vers le bleu.

## Historique
« Le vert anglais est la couleur verte qui existe dans le commerce sous le plus grand nombre de variétés ; c'est un produit complexe formé d'arseniate de cuivre (vert de Scheele) et de plusieurs matières blanches comme le sulfate de baryte et le sulfate de chaux. (...) Le plus beau possède une teinte vert-pomme, et la qualité inférieure est feuille-morte. »

— Jules Lefort, Chimie des couleurs, 1855.
La teinte de la meilleure qualité et la composition sont très similaires à celle du vert Véronèse.
La dénomination vert anglais est attestée, comme couleur du commerce, dans l'Encyclopédie Panckoucke en 1784, peu de temps après l'invention de Scheele, en 1775. Le vert anglais se classe dans les verts clairs. Selon une autre source, le vert anglais est un « mélange de chromate de plomb et de bleu de Prusse avec une proportion variable de sulfate de baryte » et se trouve aussi au milieu du XIXe siècle sous le nom de Cinabre vert, tandis que parfois le même nom désigne du vert de Scheele ou une autre composition avec ce dernier appelée vert minéral. On appelle aussi parfois vert anglais le vert Milory, dont son inventeur tient la recette secrète.
Le nom de vert anglais s'emploie rapidement et constamment dans la mode, signifiant un vert quelquefois clair et souvent foncé. Ce vert est fabriqué par mélange de pigments bleus et jaunes.
La toxicité du vert anglais le fait d'abord interdire, en France, dans la préparation des bonbons, pastilles, dragées et liqueurs, avant de le faire remplacer, dans les nuanciers de marchands de couleurs, par des mélanges d'autre pigments, formant les nuances désirées de vert. En revanche, on trouve, pour l'horticulture, des préparations dites de vert anglais utilisées comme pesticide.
Au milieu du XIXe siècle, le chimiste Leclaire propose aux artistes deux verts anglais : le vert anglais clair et le vert anglais foncé, l'un et l'autre à base de zinc. Avant la fin du siècle, la dénomination vert anglais ne renvoie plus à un pigment ou à une teinte bien définie. De 1876 à 1930 Lefranc vend six couleurs vert anglais.

## Actualité
On retrouve deux nuances au moins de vert anglais dans les catalogues des marchands de couleur jusqu'à aujourd'hui. Le nuancier Sennelier comprend le vert anglais clair et tirant sur le jaune, et le vert anglais foncé et tirant sur le bleu. Chez Winsor & Newton, le numéro 147 est désigné en anglais « chrome green deep (hue) » (teinte de vert oxyde de chrome), et en français vert anglais.
Pour Roelofs et Petillion 2012, p. 142, le vert anglais foncé est le vert de Hooker, à l'origine un mélange de bleu de Prusse et de gomme-gutte, deux pigments aujourd'hui généralement remplacés ; mais dans le nuancier aquarelle Sennelier, vert de Hooker et vert anglais foncé sont deux nuances et deux compositions de pigments distinctes.

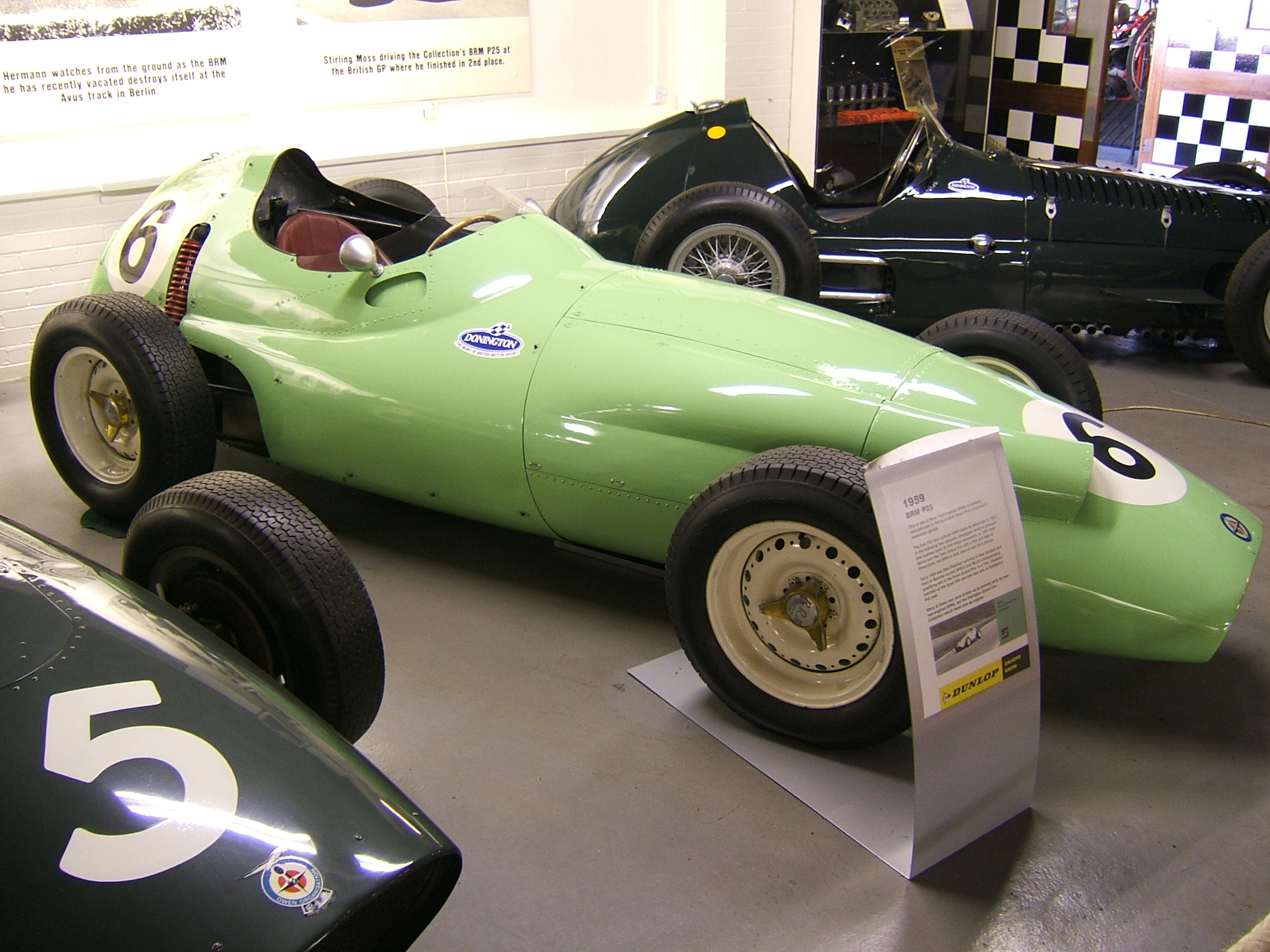
La BRP BRM P25 de Stirling Moss peinte dans sa propre nuance de British racing green, entourée de deux autres, peintes dans un autre vert d'équipe britannique de course automobile.

Ce nom de couleur peut désigner le vert, variable, des automobiles de course britanniques (British Racing Green), à l'époque où les couleurs nationales étaient obligatoires. Pour la peinture automobile de série, le nom vert anglais renvoie à des nuances de vert sombre assez intense.
C'est aussi, en général, le cas dans le contexte de la mode.